# Rotes Seeohr
Das Rote Seeohr (Haliotis rufescens) ist eine im Meer lebende Schneckenart aus der Familie der Seeohren (Haliotis). Es handelt sich um eine verhältnismäßig sehr große Art der Gattung Haliotis. Sie wird in ihrem Verbreitungsgebiet an der Westküste Nordamerikas als Meeresfrucht gesammelt.

## Merkmale

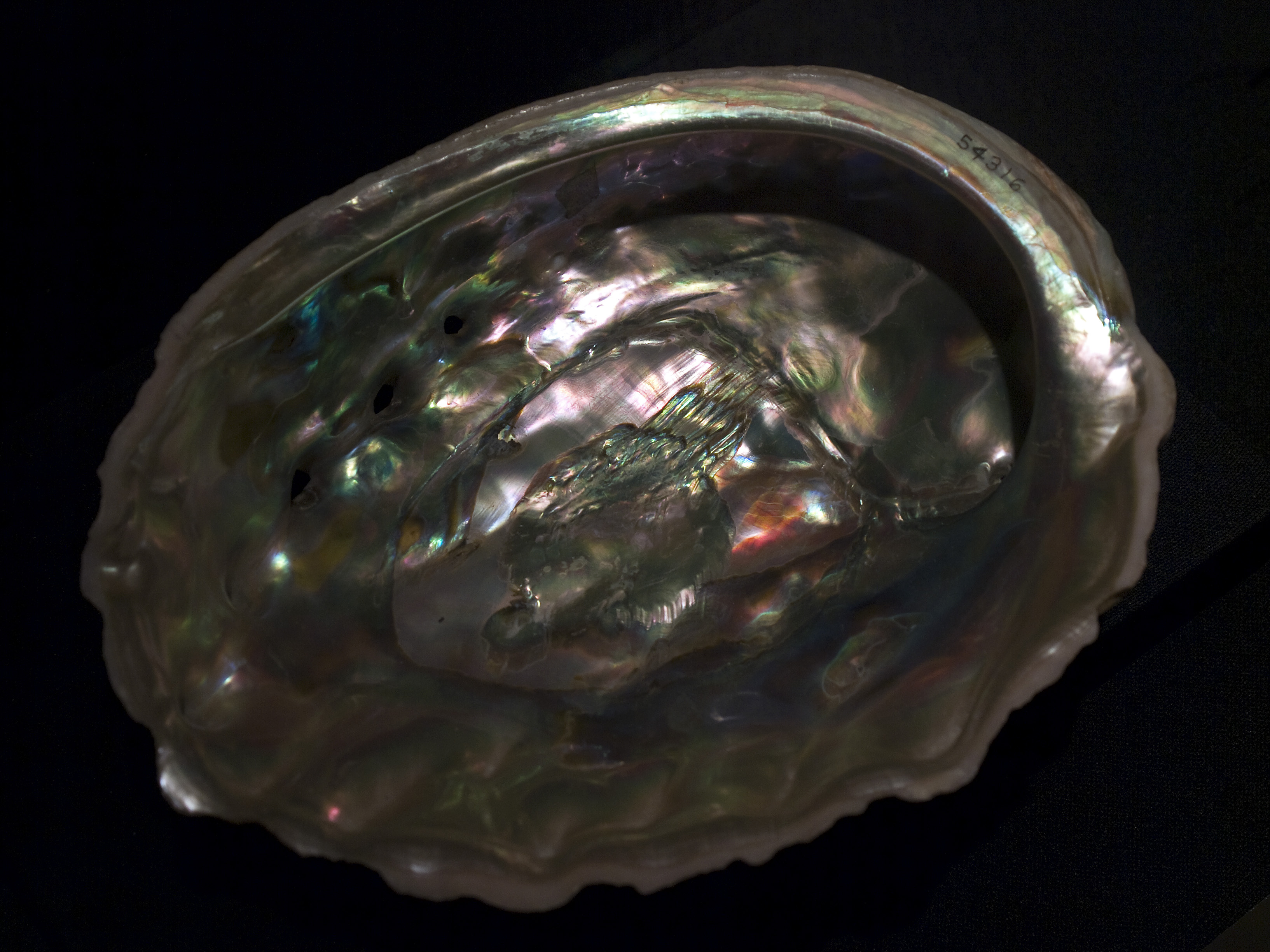
Innenseite der Schale des Roten Seeohrs

Das Gehäuse ist ohrförmig und relativ flach. Die einzelnen Windungen nehmen sehr schnell an Breite zu, so dass der größte Teil des Gehäuses aus der letzten halben Windung besteht. Es erreicht eine maximale Länge von bis zu 30 cm. Die Außenseite ist zur Tarnung mit zahlreichen inkrustierenden und aufwachsenden Organismen besetzt (Moostierchen, Hydrozoen, Würmer, Algen u. a.). Die Grundfarbe variiert von weißlich über grünlich und bräunlich bis zu rot. Die Farbe ist nahrungsabhängig. Auf der Oberseite sind drei bis vier Öffnungen, deren Ränder erhaben sind. Durch sie wird das verbrauchte Atemwasser herausgeführt. Die Innenseite der Schale ist mit einer Perlmuttschicht ausgekleidet. Auch Fremdkörper werden mit Perlmutt umkapselt, so dass perlenartige Gebilde vorkommen können.

## Geographische Verbreitung und Vorkommen
Das Rote Seeohr kommt nur an der Westküste von Nordamerika von Sunset Bay in Oregon bis zum nördlichen Niederkalifornien vor. Die Tiere leben mit ihrem Fuß angeheftet an Steinen in der unteren Gezeitenzone bis ins flache Subtidal.

## Lebensweise
Die Tiere leben auf Steinen und weiden den pflanzlichen Aufwuchs ab. Das Wachstum ist sehr unterschiedlich, generell sehr langsam. Die Tiere brauchen 3 bis 6 Jahre, um eine Größe von 10 cm zu erreichen. Sie können bis etwa 20 Jahre alt werden. Bereits nach etwa 4 Jahren sind sie geschlechtsreif. In den ersten Jahren werden zunächst nur wenige tausend Eier produziert, später bei entsprechender Größe können es Millionen sein. Eier und Spermien können das ganze Jahr über produziert werden, allerdings mit einem Maximum im Frühling und Sommer. Sie werden ins freie Wasser abgegeben. Spermien- und Eiabgabe wird dabei von externen Faktoren ausgelöst, wie etwa ein plötzlicher Anstieg der Wassertemperatur oder wenn die Tiere ein bis zwei Stunden der Luft ausgesetzt waren. Die Befruchtung findet im freien Wasser statt. Danach bilden sich Veliger-Larven, die eine Zeitlang im freien Wasser leben. Sie fangen kein Plankton, sondern nehmen im Wasser gelöste Aminosäuren auf. Nach einiger Zeit sinken sie zu Boden und metamorphosieren. Obwohl gerade größere Exemplare in der Lage wären, größere Strecken zurückzulegen, sind sie sehr ortstreu an einem Felsen oder in einer Spalte. Hier benutzen sie den Fuß, um vorbeidriftende Pflanzenteile einzufangen. Die Farbe der Schale variiert im Zusammenhang mit der hauptsächlichen Nahrung. Besteht diese hauptsächlich aus Grün- und Braunalgen, ist das Gehäuse weißlich bis grünlich. Nur wenn die Nahrung zu einem signifikanten Teil aus Rotalgen besteht, ist das Gehäuse ebenfalls rötlich gefärbt.

## Das Rote Seeohr als Meeresfrucht
Das Rote Seeohr war noch bis weit in das 20. Jahrhundert hinein an der nordamerikanischen Westküste sehr zahlreich. Durch die Zunahme der Seeotter-Populationen und Überfischung ist die Art in manchen Gegenden recht selten geworden. Zudem macht ihr der Verlust von Tangwäldern infolge wachsender Seeigelpopulationen und zunehmender Meerestemperaturen zu schaffen. Im Jahr 2017 kam es nach einer „The Blob“ genannten Meereshitzewelle zu einem Massensterben des Roten Seeohrs, sein Fang kam 2018 vor Oregon und Kalifornien vollständig zum Erliegen.
Inzwischen werden die Populationen lokal durch kleine, ein bis zwei Jahre alte Exemplare aus Zuchtfarmen ergänzt. Die Mindestgröße, ab der die Exemplare gesammelt werden dürfen, beträgt 17,8 cm (7 inches). Gegessen wird der muskulöse Fuß, der in Scheiben geschnitten und wie ein Steak zubereitet wird.